# Ammiraglio di divisione
Pour les articles homonymes, voir Amiral de division.
Ammiraglio di divisione en français : « amiral de division » est le second grade inférieur des officiers généraux de marine, supérieur à celui de contrammiraglio et inférieur à celui de d' Ammiraglio di squadra. 
Ses équivalents dans l'Esercito Italiano (Armée de terre italienne) et l'Aeronautica Militare Italiana sont les generale di divisione et generale di divisione aerea.
|                                               |                                                |
| Insigne d'épaule d'un ammiraglio di divisione | Insigne de manche d'un ammiraglio di divisione |